# Herblock
Herbert Lawrence Block, dit Herblock (né le 13 octobre 1909 à Chicago et mort le 7 octobre 2001 à Washington D.C.) est un dessinateur de presse américain actif de 1929 à sa mort en 2001, 55 ans après être devenu dessinateur principal du Washington Post.
Adversaire farouche du maccarthysme (terme qu'il a forgé dans un dessin de mars 1950), de Richard Nixon et de l'industrie du tabac, il s'est attaqué jusqu'à sa mort aux sujets de sociétés les plus brûlants. Multi-primée, son œuvre figure parmi les plus célèbres de l'histoire du dessin de presse américain.
À sa mort en octobre 2001, il lègue 50 000 000 $ pour créer une fondation défendant les causes qui lui furent cher ; celle-ci remet depuis 2004 le prix Herblock du dessin de presse, doté de 15 000 $.

## Prix et récompenses
- 1949 : prix Pulitzer du dessin de presse
- 1954 : prix Pulitzer du dessin de presse
- 1956 : prix Reuben pour ses dessins de presse
- 1957 : prix de la National Cartoonists Society (NCS) du dessin de presse
- 1960 : prix de la NCS du dessin de presse
- 1979 : prix Pulitzer du dessin de presse
- 1979 : clef d'or de la NCS
- 1994 : médaille présidentielle de la Liberté
- 2004 : création du prix Herblock du dessin de presse par la fondation Herblock.